# Catedral de Helsinki
La Catedral luterana de Helsinki (en finés: Helsingin tuomiokirkko, en sueco: Helsingfors domkyrka) es una catedral de culto evangélico localizada en la plaza del Senado, en el centro de la capital de Finlandia. La iglesia fue construida originalmente entre 1830 hasta 1852 como homenaje al gran duque de Finlandia Nicolás I, zar de Rusia; por lo que hasta la independencia de Finlandia en 1917 se llamó «iglesia de San Nicolás». El edificio es uno de los distintivos del paisaje de Helsinki.

## Historia
Después de que Helsinki se convirtiera en capital de Finlandia en 1812, Alejandro I de Rusia decretó dos años después que el 15 por ciento de los impuestos a la sal estuvieran destinados a la construcción de dos iglesias, una luterana y otra ortodoxa. La catedral fue construida sobre la pequeña iglesia de Ulrica Leonor de 1727, dedicada a su patrona Ulrica Leonor, reina de Suecia. La antigua iglesia de Helsinki se construyó entre 1824 y 1826 cerca de Kamppi que sirvió como catedral mientras se demolía la antigua iglesia de Ulrica Leonor y se consagraba la nueva catedral. Las campanas de la antigua iglesia se reutilizaron en la catedral. La construcción comenzó en 1830, aunque fue oficialmente inaugurada en 1852.
El autor fue el arquitecto Carl Ludvig Engel, quien tuvo la intención de ubicar una fila de columnas adicionales en el frente oeste para remarcar de este modo el acceso principal del templo, pero tales planes nunca se concretaron. El edificio fue posteriormente modificado por Ernst Lohrmann, quien agregó cuatro pequeñas cúpulas que muestran similitud con la catedral de San Isaac y la catedral de Kazán, ambas en San Petersburgo, la cual sirvió de modelo para la de Helsinki. Lohrmann también construyó dos campanarios independientes y colocó las estatuas de zinc de los Doce Apóstoles en los vértices y esquinas de la azotea en 1849, siendo el conjunto más grande del mundo de estatuas de zinc. Fueron esculpidas por August Wredov y Hermann Schievelbein y fundidas por Devaranne en Berlín entre 1845 y 1847. El altar mayor fue pintado por Carl Timoleon von Neff y fue donado a la iglesia por el emperador Nicolás I.
Actualmente la catedral es una de las atracciones turísticas más famosas de Helsinki. Anualmente más de 350 000 personas visitan la iglesia, algunos para atender servicios religiosos pero la mayoría como turistas. La iglesia se usa para servicios religiosos regulares, misas y también bodas. La cripta fue renovada en la década de 1980 por los arquitectos Vilhelm Helander y Juha Leiviskä para utilizarla como espacio para exhibiciones y eventos de la iglesia.

## Descripción
La iglesia se erige con su alta cúpula verde rodeada de cuatro cúpulas más pequeñas. El autor fue el arquitecto Carl Engel, con el fin de completar el conjunto urbanístico de la plaza del Senado que el mismo Engel había trazado y a la cual había rodeado de varios edificios de su autoría. El edificio posee una planta en forma de cruz griega (espacio central rodeado por cuatro brazos de igual longitud) y es simétrica en las cuatro direcciones, cada una de ellas con su columnata y frontón de estilo clasicista.
El interior es muy sobrio, predominando la desnudez decorativa, solo rota por estatuas de los reformadores Martín Lutero y Philipp Melanchthon, el púlpito dorado y el órgano; en el ábside, de forma semicircular con columnas de orden jónico, preside el altar una pintura representando La deposición de Cristo en el sepulcro.
La catedral es muchas veces usada como símbolo de la ciudad de Helsinki. De un modo similar, el castillo simboliza a la ciudad de Turku, el puente Tammerkoski representa a Tampere y el Jätkänkynttilä representa a Rovaniemi.

## Galería de imágenes

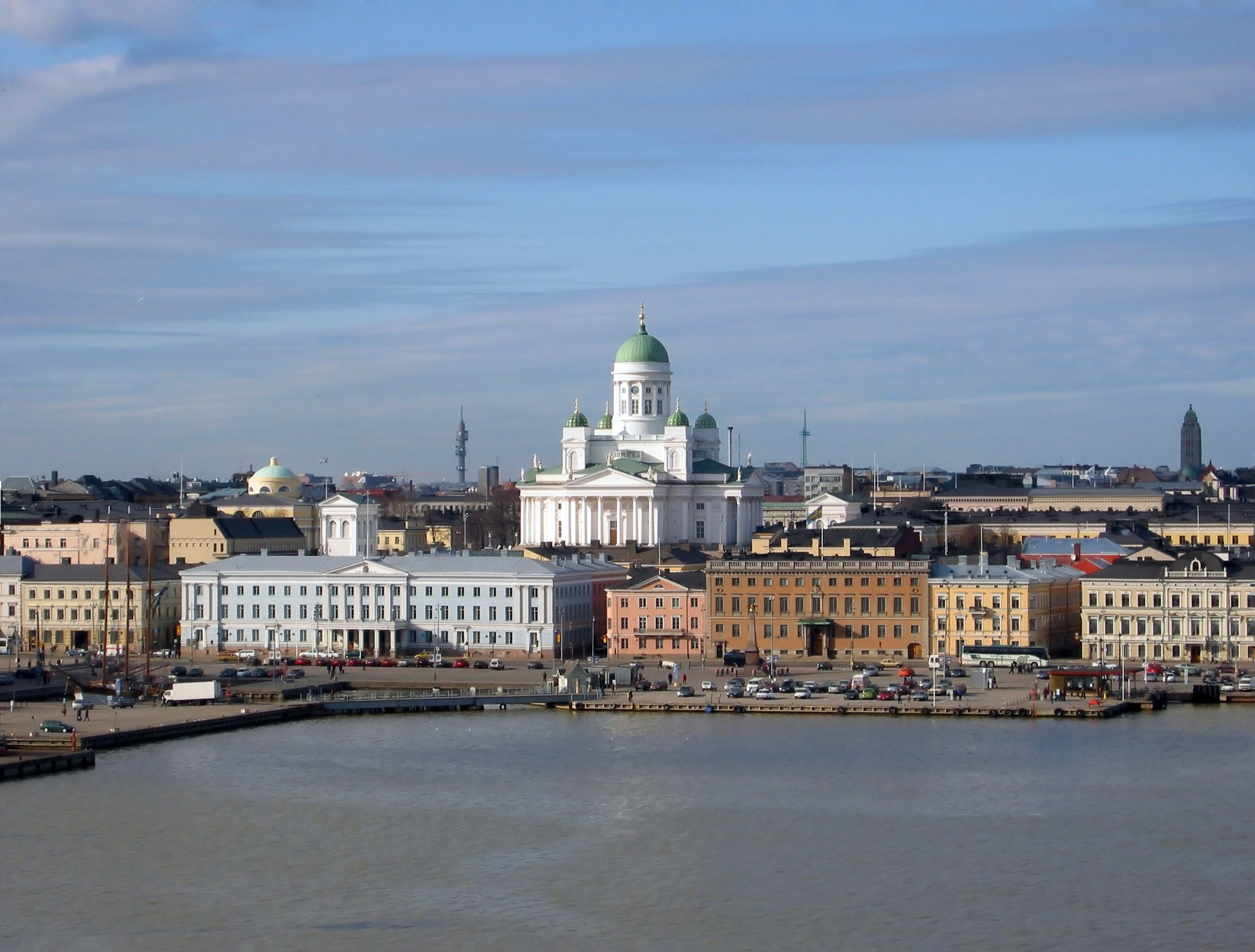
Vista de la catedral con la plaza del mercado en primer plano.
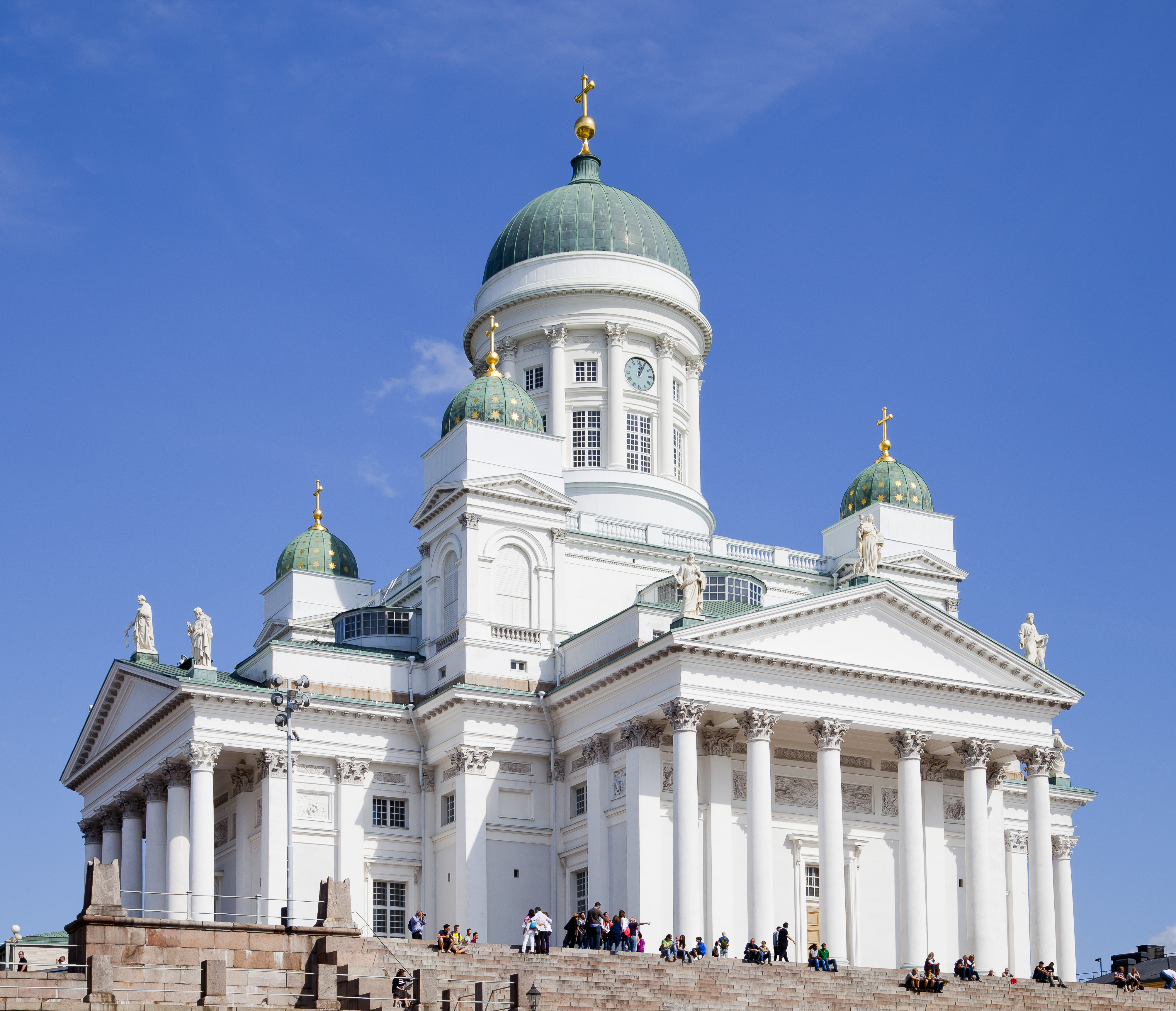
Vista oblicua.
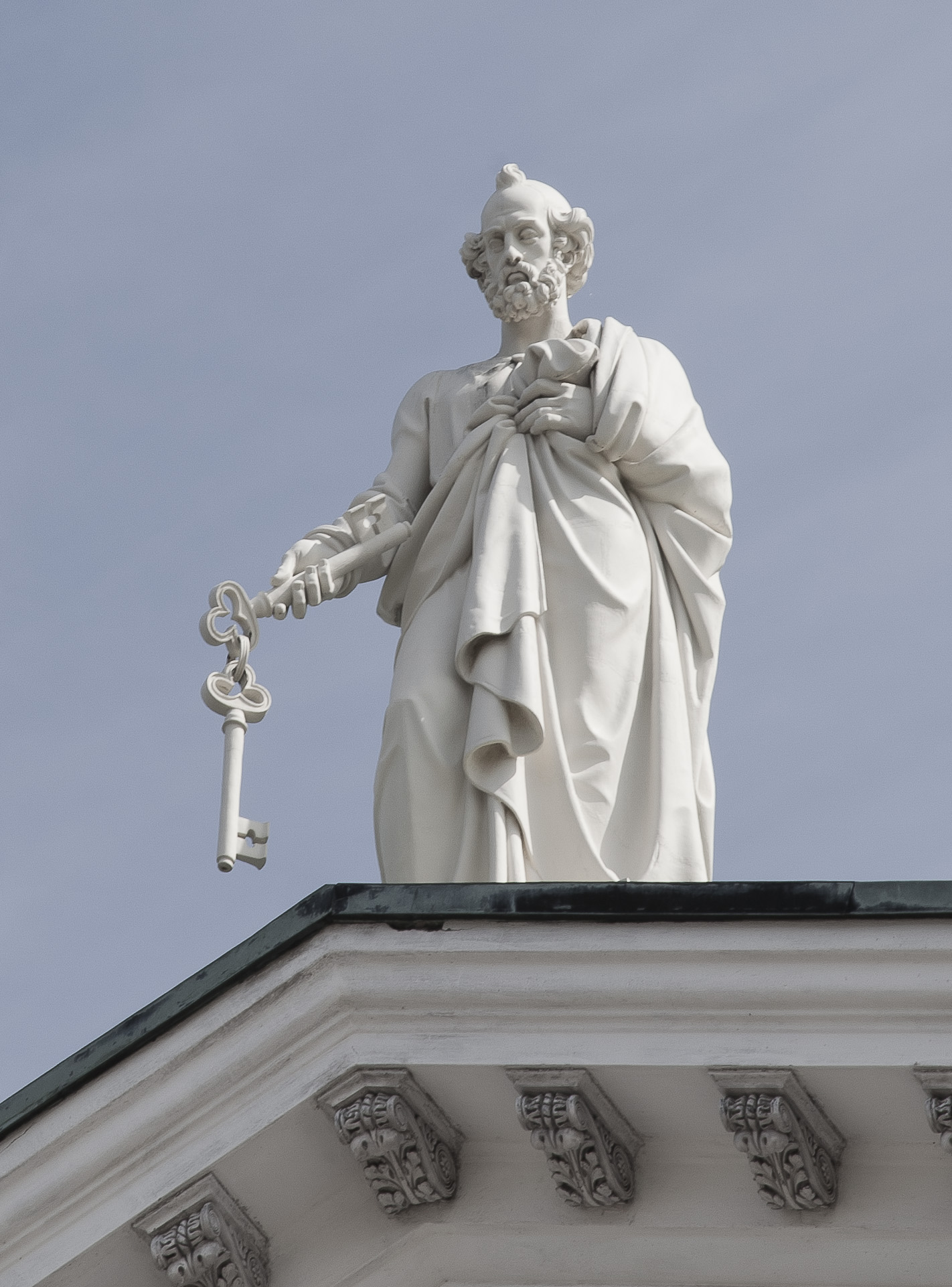
Detalle de una de las estatuas de los apóstoles.
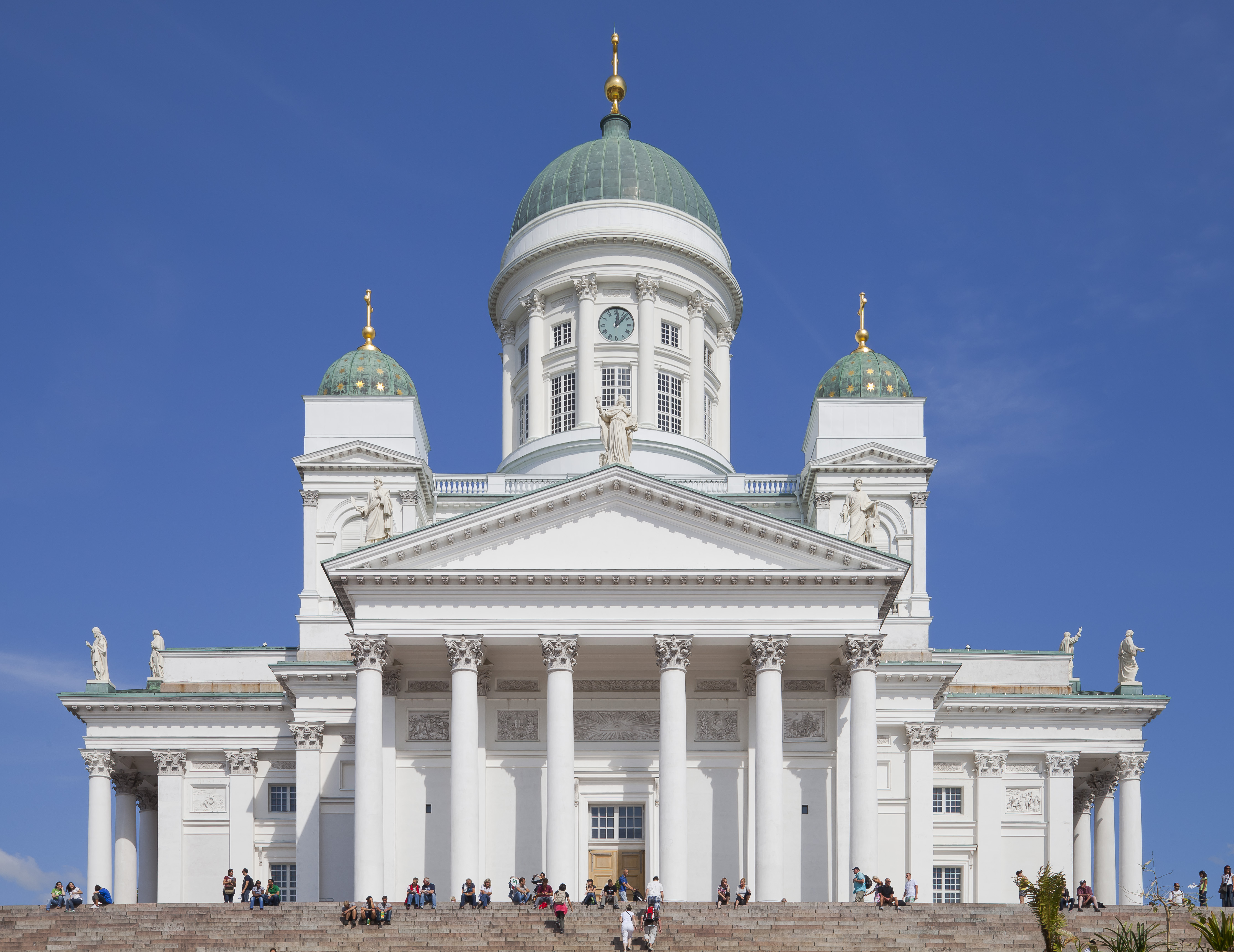
Vista frontal.
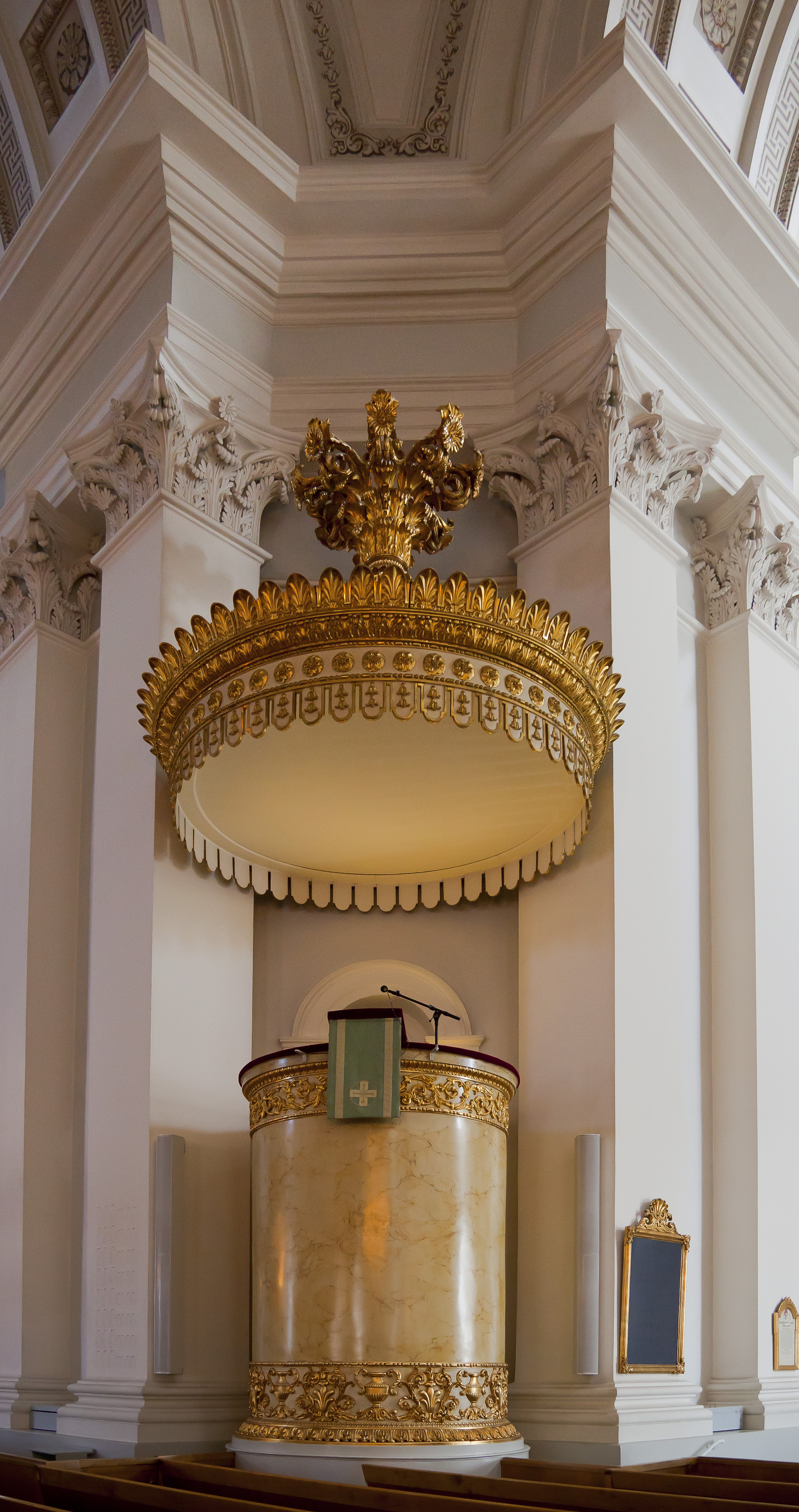
Púlpito.
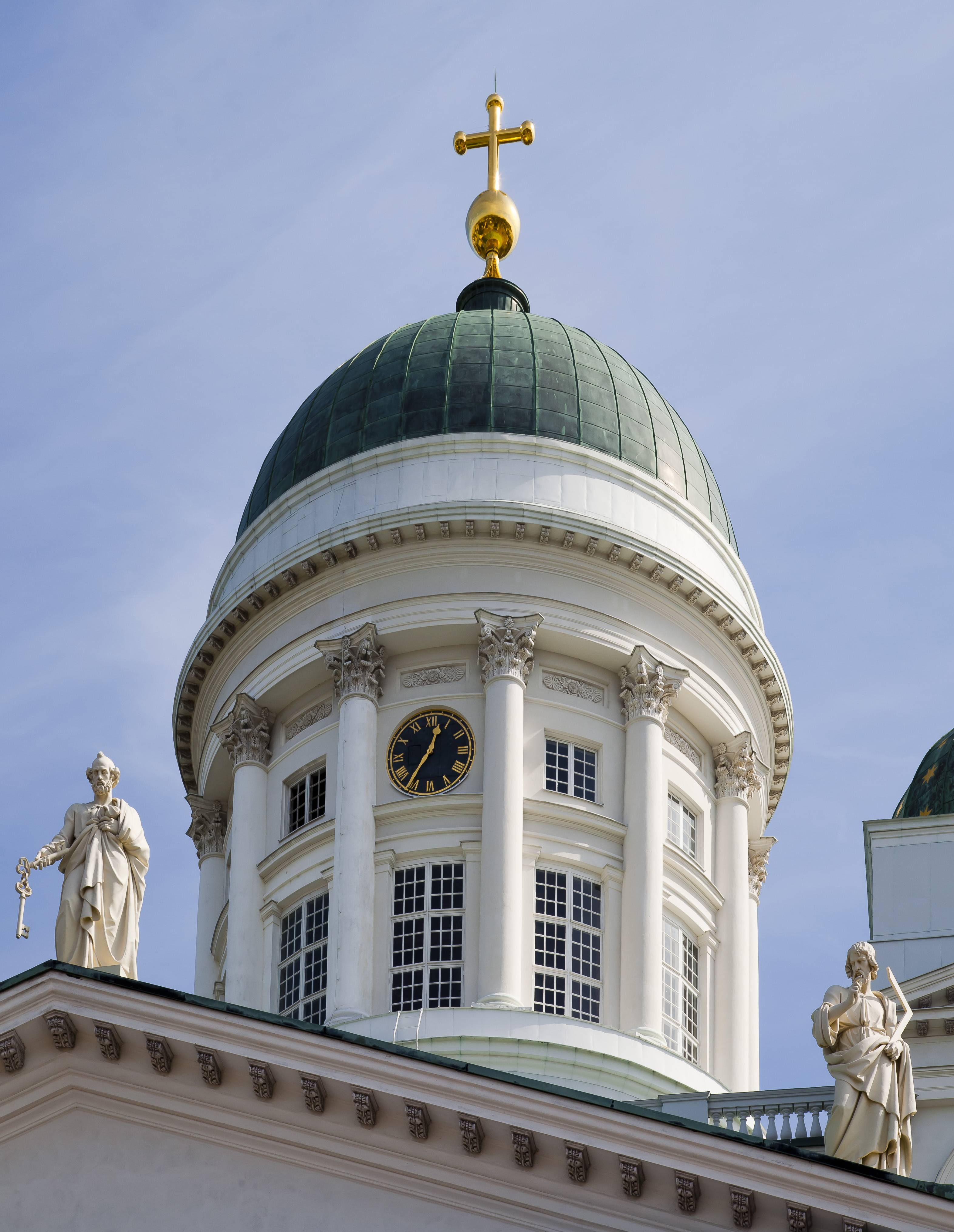
Linterna de la catedral.
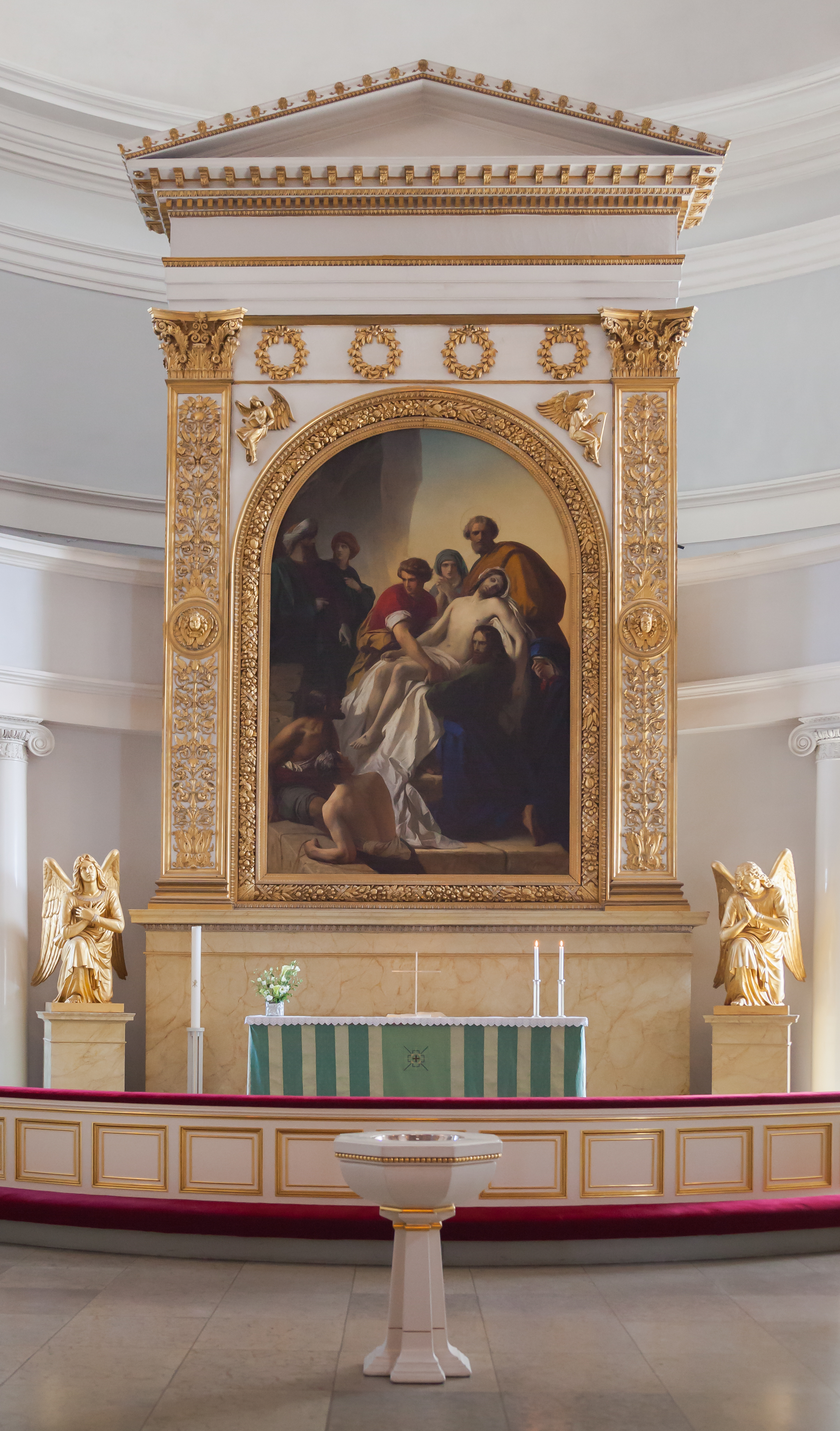
Altar.
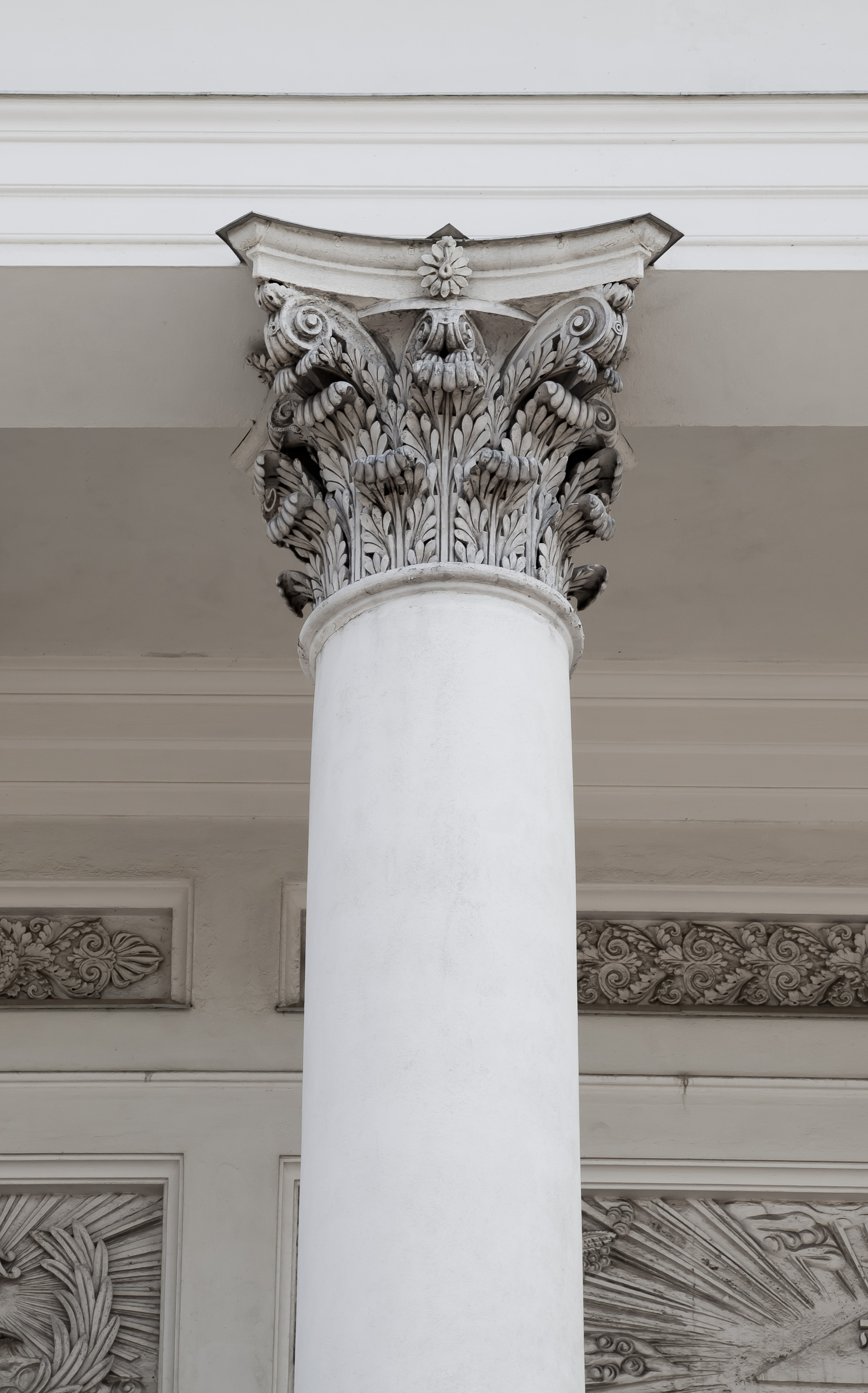
Detalle del capitel.
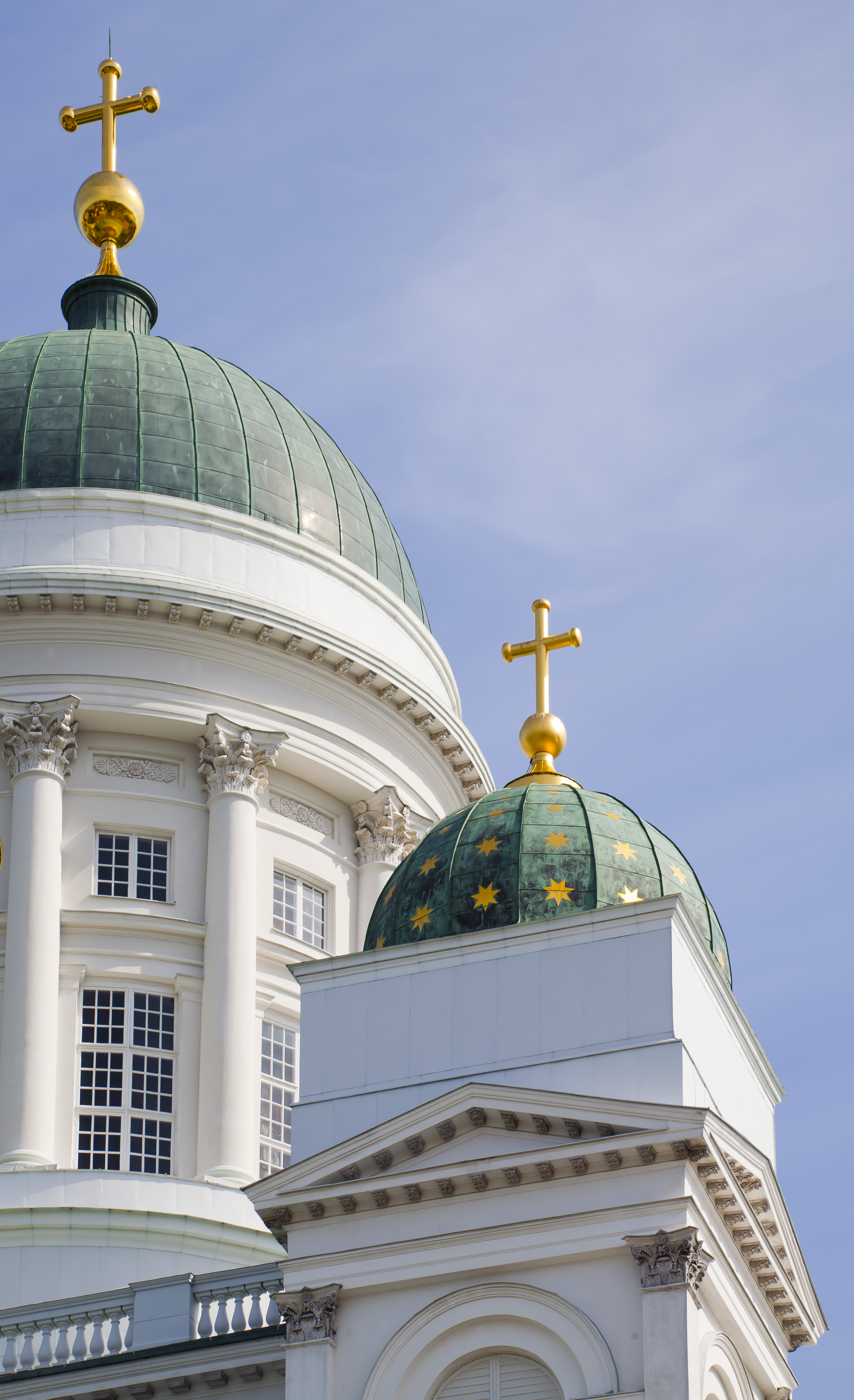
Cúpulas.
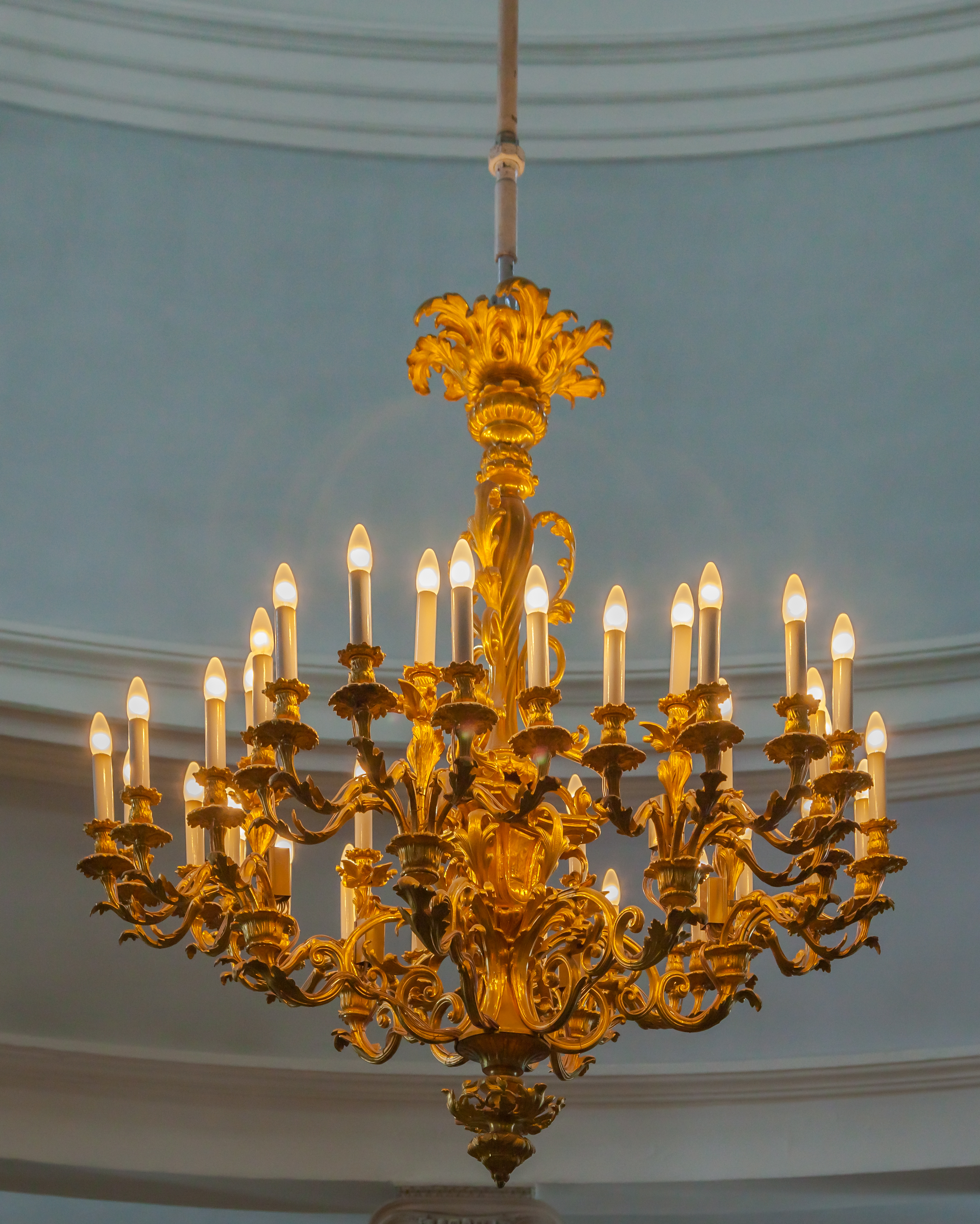
Lámpara.
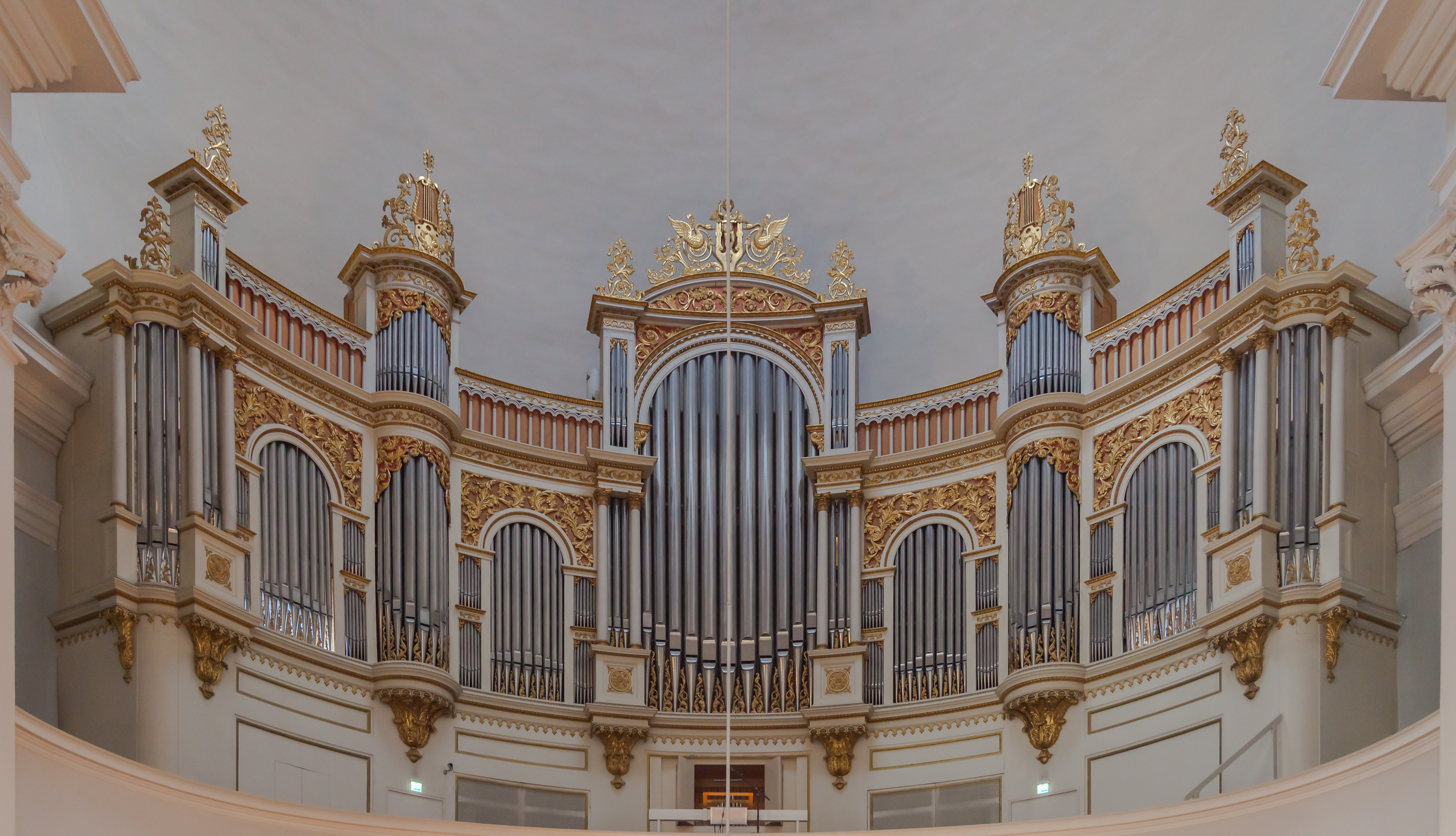
Órgano.